# Helena Frisk
Ingrid Helena Frisk, tidigare gift Zakariasen, född 30 oktober 1965 i Karlskoga, är en svensk politiker (socialdemokrat), som har representerat Socialdemokraterna i Sveriges riksdag 1994–2007, samt i fullmäktige i Karlskoga kommun och Region Örebro län.

## Biografi
Zakariasen är uppvuxen i Degerfors, men är sedan länge bosatt i Karlskoga. Hon har arbetat som vårdbiträde och undersköterska. Frisk var riksdagsledamot med start 1994, och var bland annat ledamot av justitieutskottet och suppleant i bostadsutskottet. Hon förlorade sin ordinarie riksdagsplats i  valet 2006, men tjänstgjorde ytterligare ett år som ersättare. Innan hon blev riksdagsledamot var hon aktiv i SSU och Kommunal.
Mellan 2008 och 2017 var hon förbundsordförande för organisationen Verdandi. Dessutom har hon haft uppdrag i Folkets hus i Karlskoga och varit ordförande i Örebro läns hyresgästförening. Hon har även varit ledarskribent på Karlskoga-Kuriren.
År 2000 gifte hon sig med Thomas Zakariasen och hade under en tid Zakariasen som efternamn.